# 2012年日本大奖赛
2012年日本大奖赛是2012年世界一级方程式锦标赛的第十五站比赛。比赛于2012年10月5日-7日在日本铃鹿赛道举行。
红牛车队的德国车手塞巴斯蒂安·维特尔获得杆位。在正赛中，塞巴斯蒂安·维特尔获得冠军；法拉利车队的巴西车手菲利佩·马萨获得亚军，在时隔近2年后再次登上领奖台；索伯车队的日本本土车手小林可梦伟获得季军，是他生涯首次登上颁奖台。

## 赛事焦点
- 新加坡站后，刘易斯·汉密尔顿下赛季的趋向终于明了。2012年9月28日，迈凯伦车队率先宣布与索伯车队的墨西哥车手塞尔希奥·佩雷兹签约，他将在下赛季代替汉密尔顿。[1] 晚些时候，梅赛德斯AMG車隊宣布已与刘易斯·汉密尔顿签下3年的合约。他将在下赛季顶替迈克尔·舒马赫的位置。而老车王的去向令人好奇。

- 10月4日，梅赛德斯AMG車隊车队的车手迈克尔·舒马赫在铃鹿赛道宣布自己将于本赛季结束后再次退役。[2]